# Marta Kos
Marta Kos (Šempeter pri Gorici, 28 giugno 1965) è una diplomatica e politica slovena, Commissaria europea per l'allargamento nella Commissione von der Leyen II dal 1° dicembre 2024 ed in precedenza ambasciatrice della Slovenia in Svizzera dal 2017 al 2020. Inoltre, Kos ha servito anche come ambasciatrice della Slovenia in Germania dal 2013 al 2017.

## Biografia e carriera
Nella sua giovinezza, Kos è stata una campionessa di nuoto jugoslava e slovena detentrice di record. Ha studiato giornalismo ed è entrata a far parte della divisione sportiva della RTV, per poi trasferirsi in Germania dove ha lavorato per la Deutsche Welle e come corrispondente da Bonn per la RTV a partire dal 1993. Dal 1997 al 1999, ha ricoperto il ruolo di direttrice dell'ufficio informazioni del governo sloveno e di portavoce del governo. Nel 2000, è stata nominata vicepresidente della Camera di commercio e industria.
Nel 2013, il governo di Alenka Bratušek la nominò ambasciatrice a Berlino, in Germania, come parte di una quota politica (diplomatici non di carriera). Nel 2017, è stata nominata ambasciatrice a Berna, in Svizzera. Nel 2020, si è dimessa dall'incarico a causa del disaccordo con la politica estera del governo, nonché delle accuse di mobbing e del conseguente controllo interno sul lavoro dell'ambasciata.
Nel 2022 ha annunciato la sua candidatura a Presidente della Repubblica.  In circostanze inspiegabili, si è dimessa dalla sua candidatura e si è dimessa da vicepresidente del Movimento per la Libertà. Dopo le dimissioni di Tatjana Bobnar da Ministra degli Interni, a causa di un conflitto con il Primo Ministro Robert Golob, si è dimessa anche dal partito Movimento Libertà nel 2023, spiegando che non era più il suo partito, sostenendo così Tatjana Bobnar.
Nel 2024, dopo la rinuncia di Tomaz Vesel, Marta Kos viene selezionata dal governo per ricoprire la carica di Commissaria europeo nella Commissione von der Leyen II e il 17 settembre 2024, quando ancora la sua nomina non era stata ratificata ufficialmente dal Parlamento e dal Governo, Ursula von der Leyen, nell'ambito della presentazione dei portafogli e dei Commissari Europei, ha affidato a Kos il ruolo di Commissaria europeo per l'allargamento.
Il 19 settembre 2024 la nomina di Kos riceve l'ufficialità dal Governo e dal Parlamento.